# Pereleski (Kaliningrad, Selenogradsk)
Pereleski (russisch Перелески, deutsch Waldhausen, Kreis Fischhausen/Samland) ist ein Ort in der russischen Oblast Kaliningrad. Er gehört zur kommunalen Selbstverwaltungseinheit Stadtkreis Selenogradsk im Rajon Selenogradsk.

## Geographische Lage
Pereleski liegt 14 Kilometer nordwestlich der Stadt Kaliningrad (Königsberg) und ist über die Kommunalstraße 27K-351 zu erreichen, die von der Regionalstraße 27A-032 von Kaliningrad über Cholmogorowka (Fuchsberg) und Pereslawskoje (Drugehnen) in Richtung Swetlogorsk (Rauschen), der einstigen deutschen Reichsstraße 143, abzweigt. Eine Bahnanbindung besteht nicht.

## Geschichte
Das bis 1946 Waldhausen genannte einstige Gutsdorf wurde 1874 in den neu geschaffenen Amtsbezirk Groß Mischen (heute russisch: Swobodnoje) eingegliedert, der bis 1945 bestand und zum Landkreis Fischhausen, von 1939 bis 1945 zum Landkreis Samland im  Regierungsbezirk Königsberg der preußischen Provinz Ostpreußen gehörte. Im Jahre 1910 zählte Waldhausen 71 Einwohner.
Am 30. September 1928 gab Waldhausen seine Eigenständigkeit auf und schloss sich mit den Nachbarorten Groß Mischen (Swobodnoje) und Zielkeim (Petrowo) zur neuen Landgemeinde Groß Mischen zusammen.
In Folge des Krieges kam Waldhausen mit dem nördlichen Ostpreußen 1945 zur Sowjetunion. Im Jahr 1950 erhielt der Ort den russischen Namen Pereleski und wurde gleichzeitig dem Dorfsowjet Matrossowski selski Sowet im Rajon Gurjewsk zugeordnet. Später gelangte der Ort in den Pereslawski selski Sowet im Rajon Selenogradsk. Von 2005 bis 2015 gehörte Pereleski zur Landgemeinde Pereslawskoje selskoje posselenije und seither zum Stadtkreis Selenogradsk.

## Kirche
In Waldhausen lebte vor 1945 eine fast ausnahmslos evangelische Einwohnerschaft. Der Ort war in das Kirchspiel der Kirche Wargen (heute russisch: Kotelnikowo) eingepfarrt, das zum Kirchenkreis Fischhausen (Primorsk) in der Kirchenprovinz Ostpreußen der Kirche der Altpreußischen Union gehörte. Heute liegt Pereleski im Einzugsbereich der evangelisch-lutherischen Auferstehungskirche in Kaliningrad (Königsberg) in der Propstei Kaliningrad der Evangelisch-lutherischen Kirche Europäisches Russland.